# Maurizio Solieri
Maurizio Massimo Solieri (Concordia sulla Secchia, 28 aprile 1953) è un chitarrista italiano.
È stato chitarrista di Vasco Rossi per oltre trent'anni, tra il resto componendo le musiche di brani poi divenuti celebri tra i quali Canzone (da Vado al massimo), Dormi, dormi (da Cosa succede in città), C'è chi dice no (dall'omonimo album), Lo show (da Gli spari sopra) e Rock 'N' Roll Show (da Buoni o cattivi).

## Biografia
Nasce e cresce a Concordia sulla Secchia, in provincia di Modena, da padre medico. A sei anni si interessa alla musica, complice uno dei suoi fratelli che, avendo vinto una borsa di studio in California, gli porta alcuni dischi di Elvis. All'età di dieci anni riceve come regalo dalla sorella, tornata da un viaggio in Francia, il primo disco dei Beatles. Innamorato della musica, riceve in regalo dalla madre la sua prima chitarra, una "Eko" pagata 8.000 lire. Solieri prende le prime lezioni dal direttore della banda del suo paese, ma per sua stessa ammissione il solfeggio lo annoiava. Quindi si orienta rapidamente da autodidatta verso la musica che ama di più, il rock. Ha una grande passione per Elvis e per i gruppi in attività tra gli anni sessanta/settanta, Beatles, Rolling Stones, Jimi Hendrix, Led Zeppelin. Si interessa inizialmente anche al jazz, ma è più forte l'amore per il rock and roll.

### Vasco Rossi

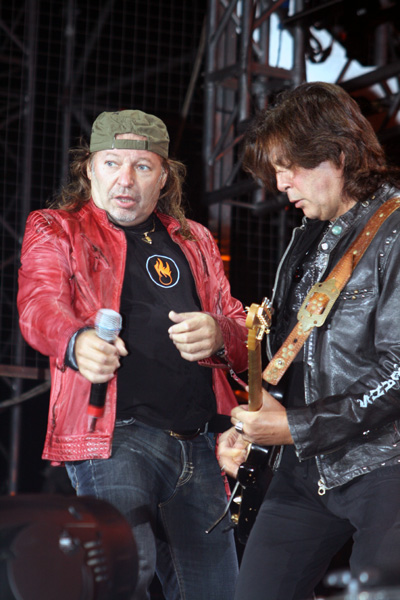
Vasco Rossi e Maurizio Solieri al Vasco Live del 2007

Nel 1976 Solieri parte per compiere il servizio militare obbligatorio, lasciando l'università. Frattanto il suo migliore amico Sergio Silvestri viene assunto dall'amico Vasco Rossi in una delle prime radio libere dell'epoca, "Punto Radio", alla quale collaboravano anche altri musicisti (tra i quali Gaetano Curreri, che avrebbe poi fondato gli Stadio, e Massimo Riva, che con Maurizio formerà il primo nucleo del gruppo di Vasco che prenderà in seguito il nome di Steve Rogers Band). Tornato in licenza, Solieri è avvisato da Silvestri di provini che Rossi stava svolgendo a Milano. Partito da Napoli e giunto a Modena, Solieri conosce Vasco Rossi e insieme raggiungono Milano in treno. Vasco dopo averlo sentito suonare in treno, decide di avviare con lui una collaborazione musicale che sarebbe durata più di trent'anni.
Solieri partecipa come musicista a quasi tutti gli album del cantante, e dopo qualche anno, comincia a comporre musiche per e con Vasco Rossi: la prima con la melodia di Vasco è Canzone, poi quelle che diventeranno Ridere di te, o ancora Dormi dormi e Lo show. I suoi riff e gli assoli fanno di lui un chitarrista rock apprezzato in Italia.
Dal 1988 al 1990 Solieri abbandona Vasco Rossi per seguire Guido Elmi, produttore nel frattempo licenziato dall’artista, e lavora al progetto della Steve Rogers Band, intraprendendo un progetto musicale separato. Rientra in tournée con Rossi, come "il ritorno del figliol prodigo", nel 1991, dopo lo scioglimento della Steve Rogers Band e da allora in poi ricomincia la collaborazione. Nel 1995 si separa nuovamente da Vasco salvo poi tornare in pianta stabile nella band dal 1999 al 2013, in seguito alla morte di Massimo Riva.
Il 12 giugno 2012, dopo un'intervista rilasciata al Corriere della Sera su un raffreddarsi dei rapporti tra i due, Vasco Rossi reagisce duramente estromettendolo dalla band e criticandolo. L'8 settembre 2012 suona la chitarra nel gruppo che accompagna Rossi durante l'esibizione alla discoteca Cromie di Castellaneta Marina. Durante l'esecuzione di Senza parole i due appaiono riappacificati, tuttavia il 1º marzo del 2014, sul profilo Facebook di Vasco Rossi è annunciata la mancata convocazione del chitarrista per la tournée estiva, adducendo motivazioni artistiche, precedute da dure esternazioni critiche di Vasco Rossi.
Il 1º luglio 2017 ritorna come ospite sul palco del Modena Park insieme ad altri musicisti come Andrea Braido, Gaetano Curreri suonando Ultimo Domicilio Conosciuto e il gran finale con Albachiara.

### Steve Rogers Band
Nel 1988 la SRB e Rossi intraprendono percorsi musicali separati. Vasco pubblica Liberi liberi, al quale Solieri partecipa attivamente, ma per la prima volta nel tour dal vivo Rossi porta con sé una band composta da altri musicisti. Il chitarrista e la SRB pubblicano il singolo Alzati la gonna, riscuotendo un notevole successo di copie vendute e la band gira l'Italia in tour. La band pubblica 4 album.
Nel 1990 la Steve Rogers Band entra in crisi creativa e il progetto si arresta l'anno successivo, con Solieri che ricomincia la collaborazione con Rossi.
Nel dicembre del 2013 la band si riunisce per un unico live al Viper di Firenze; per l'occasione alla voce viene chiamato Lorenzo Campani.

### Custodie Cautelari
Solieri collabora costantemente col gruppo Custodie Cautelari. La band e il suo cantante Ettore Diliberto compaiono in numerosi aneddoti del libro autobiografico di Solieri Questa sera Rock'n'Roll. Gli oltre 100 concerti insieme, furono la chiave di volta per la nascita della Notte delle chitarre.
Le pubblicazioni discografiche con le Custodie Cautelari iniziano con la produzione del singolo Fax (Red Music/Vele Spiegate - 1998), La vita tutta (Red Music/EMI - 1999), il doppio singolo Musica/Vivere (Ala Bianca/Warner - 2000), l'album Notte delle chitarre (Sony Music - 2002) prodotto da Angelo Carrara, e il brano Se sto male c'è la musica (dall'album "L'incoscienza, Duck Record - 2005) dove canta insieme a Fernando Proce e Ettore Diliberto.
Nel dicembre 2013 viene pubblicato il singolo Fine dicembre delle Custodie Cautelari con Maurizio Solieri. Il brano, masterizzato agli Abbey Road Studios, è scritto da Maurizio Solieri e Ettore Diliberto.

### Solista
Durante la propria carriera, Solieri partecipa attivamente come musicista, autore, produttore, compositore a numerosi album di artisti italiani (Alberto Fortis, Nomadi, Massimo Riva) e partecipa a eventi musicali come la Notte delle chitarre.
Ha inoltre pubblicato un album con Fernando Proce che si chiama Proce & Solieri, preceduto dal singolo Radio Show. Nel 2006 appare nel CD Everything Is Here di Maurizio Vercon, come ospite in due pezzi.
Inoltre si è dedicato all'insegnamento, tramite la pubblicazione di DVD didattici sulla tecnica musicale della chitarra.
Il 12 marzo 2010 è uscito il suo primo album da solista Volume One, anticipato dal singolo Money, uscito nel mese di dicembre, in concomitanza con i concerti italiani dei Deep Purple, da lui aperti. L'album contiene 10 brani, di cui 5 strumentali e 5 cantati in inglese, con la partecipazione di Michele Luppi alla voce, autore dei testi.
Il 18 marzo 2014 pubblica con la SolieriGang l'EP Non si muore mai. L'album contiene 7 tracce, tra le quali 3 inedite. Nell'album partecipano Lorenzo Campani, voce ed autore dei testi, Max Gelsi (bassista di Elisa) al basso, Ivano Zanotti alla batteria e Mimmo Camporeale (compagno di Solieri nella band di Vasco Rossi e nella Steve Rogers Band) alle tastiere. nel 2018 esce un nuovo album che si chiama Dentro e fuori dal rock and roll. Nel 2022 esce un suo nuovo disco solista, Resurrection. Nell'album suonano molti musicisti con cui Maurizio collabora ormai da molti anni. Una calda novità è la collaborazione di suo figlio, Eric Solieri, classe 2005, batterista dal puro animo hard rock che ha registrato le batterie dell'intero album. Eric attualmente è anche il batterista live della SolieriGang, band che Maurizio ha ormai da diversi anni e con cui si esibisce dal vivo.

## Stile
Di derivazione hard rock anni '70, ha legato la maggior parte della carriera con Vasco Rossi.
Il suo stile è caratterizzato principalmente da blues, ma le sue influenze sono in particolare da heavy metal con pennate non molto veloci ma efficaci e in parte dal neoclassical.

## Discografia

### Con la Steve Rogers Band
- 1982 - Neve nera/Prendi e scappa (45 giri)
- 1986 - I duri non ballano
- 1988 - Alzati la gonna
- 1989 - Steve Rogers Band
- 1990 - Sono donne

### Da solista
- 2010 - Volume I
- 2014 - Non si muore mai
- 2018 - Dentro e fuori dal rock'n'roll
- 2022 - Resurrection

### Con le Custodie Cautelari
- 1998 - Fax (Red Music/Vele Spiegate),
- 1999 - La vita tutta (Red Music/EMI)
- 2000 - Musica/Vivere (Ala Bianca/Warner)
- 2002 - Notte delle chitarre (Sony Music)
- 2005 - Se sto male c'è la musica (dall'album L'incoscienza, Duck Record)

## Libri
- Maurizio Solieri (con Massimo Poggini), Questa sera Rock'n'roll: La mia vita tra un assolo e un sogno, Milano, Rizzoli, 2010, ISBN 8858613333.